# Guerra llatina
La guerra llatina fou un conflicte lluitat entre el 340 aC i el 338 aC per la Lliga llatina contra l'hegemonia imposada per la República de Roma. Aquests dos bàndols que anteriorment havien estat aliats havien començat a degradar la relació des de la invasió gal·la del 349 aC, quan els llatins no van voler aportar tropes. La guerra esclatà quan una delegació de llatins va demanar al senat romà tornar a les condicions d'igualtat que havien tingut, però la petició fou denegada. Els llatins s'uniren llavors a altres ciutats de la Campània, descontentes de Roma pel pacte que aquesta havia fet amb els samnites. La guerra es desenvolupà en dues etapes: una primera potser a prop del Vesuvi (aquest lloc és actualment discutit) i l'altra a Pèdum. El final de la guerra portà a la desaparició de la lliga i el domini hegemònic de Roma.

## Context
Els llatins havien format una confederació de ciutats llatines que es va aliar amb el regne de Roma en peu d'igualtat, nomenant alternativament al general en cap, que escollia el seu estat major. El botí i les terres es distribuïen en parts iguals. Les guarnicions establertes eren mixtes i les noves poblacions creades es poblaven també per meitat amb ciutadans romans i llatins, i obtenien el seu assentament i el vot a l'assemblea federal.
Amb l'adveniment de la República de Roma, cap al 493 aC el pacte federal va ser revisat i Roma va assumir els assumptes de guerra i pau, i es va arrogar en exclusiva el dret a nomenar comandant en cap de l'exèrcit confederal i es va negar a posar als llatins en el seu mateix nivell i per acceptar els llatins al senat romà.
Els pobles de la Lliga Llatina enviaren el 340 aC una ambaixada al senat romà a demanar la formació d'una sola república entre Roma i el Laci, amb les dues parts al mateix nivell. Els romans havien estat lluitant al costat dels pobles del Laci i la Campània contra els samnites a la primera guerra samnita quan els romans es van retirar de la guerra. Amb el rebuig de Roma, va començar la guerra.

## Declaració de guerra
El 343 aC Roma es va comprometre amb els sidiquins de la Campània a ajudar-los a fer fora de les seves terres els invasors lucans, brucis i samnites, i esperava que les ciutats de la Lliga Llatina s'unirien a aquesta crida.Després d'un primer enfrontament, els romans i els samnites pactaren una pau segons la qual la Campània quedava sota control de Roma i els sidiquins sota el domini del Samni.
Els ciutadans llatins de la lliga exigien els mateixos drets que els ciutadans romans, però la petició fou rebutjada el 341 aC. Els campanis, que se sentien abandonats pel pacte que Roma havia fet amb el Samni, es van unir als descontents de la Lliga Llatina, mentre que els romans es van unir als samnites per atacar els llatins. Només Laurèntum, al Laci, i els equites de la Campània es van adherir als romans, que per la seva banda, van trobar suport entre els pelignes.
En aquesta època, les noves ciutats de la lliga llatina estaven governades per dos pretors, Luci Anni de Sètia i Luci Numisi de Circeii, però malgrat els seus esforços no van poder evitar que les colònies de Signia i Velitres es revoltessin, juntament amb els volscs.Una delegació representant de les ciutats llatines va fer una petició davant del senat romà per retornar a les condicions d'igualtat anteriors, però fou rebutjada. La reunió del senat s'havia fet al temple de Júpiter i, un representant de la lliga, Luci Annni, va dir abans de sortir que els déus dels romans no eren justos. Quan el cònsol Tit Manli Imperiós Torquat li sortí al darrere, se'l va trobar mort a les escales. L'ofensa va suposar la declaració de la guerra.

## Desenvolupament de la guerra
Els llatins van penetrar dins el Samni. L'exèrcit romanosamnita es desplaçava vers el llac Fucinus, evitant passar pel Latium, entrà pel territori campani i atacà a prop del Vesuvi, en una batalla a Veseris. Els romans estaven comandats pels cònsols Publi Deci Mus i Tit Manli Imperiós Torquat.
Tit Manli Imperiós Torquat el 340 aC va triomfar a la batalla del Vesuvi i la batalla de Trifanum però la revolta es va estendre. Els samnites, ara aliats romans, van destruir Sora i Fregellae, ciutats dels volscs, i van amenaçar a Fabratèria.
L'any 339 aC van ser escollits cònsols Tiberi Emili Mamercí i Quint Publili Filó, i aquest darrer guanyà els honors del triomf per sufocar una rebel·lió dels llatins els quals foren vençuts a les planes de Fenectum. Mentrestant el seu col·lega marxà contra Pedum, una ciutat entre Gabii i Tibur, però no aconsegueí la victòria definitiva.
En una tercera i definitiva campanya el 338 aC Gai Maeni va derrotar els llatins a Pedum, que havia resistit el setge de l'any anterior efectuat per Tiberi Emili Mamercí i va ocupar la ciutat, en la darrera acció rellevant de la guerra.Als dos cònsols participants, Gai Maeni i Furi Camil se'ls va erigir estàtues eqüestres al Fòrum Romà.

## Conseqüències
La lliga llatina fou dissolta i algunes ciutats van perdre bona part del seu territori, quan no la independència. Es van crear algunes colònies militars. Antium, dels volscs, aliats dels llatins, fou també ocupada pels romans, que van dominar de fet als volscs, i tot seguit als àusons i als privernats (els volscs de Privernum), situació que reforçava el poder romà. El 332 aC, Roma va crear dues noves tribus dins del Latium, la Maecia i la Scaptia per participar en l'assemblea. Els ciutadans de Velitres són enviats a l'exili.

## Percepció dels historiadors moderns
Els historiadors modernes consideren que la versió donada per Titus Livi sobre les causes de la guerra força fictícia, en especial el discurs de Luci Anni i la rèplica de Torquat.
Pel que fa a la batalla del Vesuvi i la de Trifanum, a la vora del Liris, es podrien tractar d'una sola batalla, ja que la descripció de l'emplaçament que fa Livi és gairebé la mateixa i segons Diodor de Sicília només en va haver una batalla l'any 340 aC, a Suessa Aurunca. Livi fàcilment hauria pogut confondre el Vesuvi per un altre cràter de la zona dels auruncs, la Rocca Mafina.
La participació dels samnites tampoc està clara: mentre Dionís d'Halicarnàs diu que van arribar tard i que la seva participació no va ser fonamental, la versió de Livi és contradictòria quan diu de vegades que no hi eren i d'altre que van ser aliats fonamentals. La tendència actual és de creure que van tenir una participació tan decisiva com la dels romans.